# Isokari (ö i Norra Österbotten, Koillismaa, lat 65,95, long 29,66)
Isokari är en ö i Finland. Den ligger i sjön Piiksiselkä och i kommunen Kuusamo i den ekonomiska regionen  Koillismaa ekonomiska region  och landskapet Norra Österbotten, i den nordöstra delen av landet, 700 km norr om huvudstaden Helsingfors. Öns area är 0,6 hektar och dess största längd är 250 meter i sydöst-nordvästlig riktning.